# 제주 천지연 담팔수 자생지

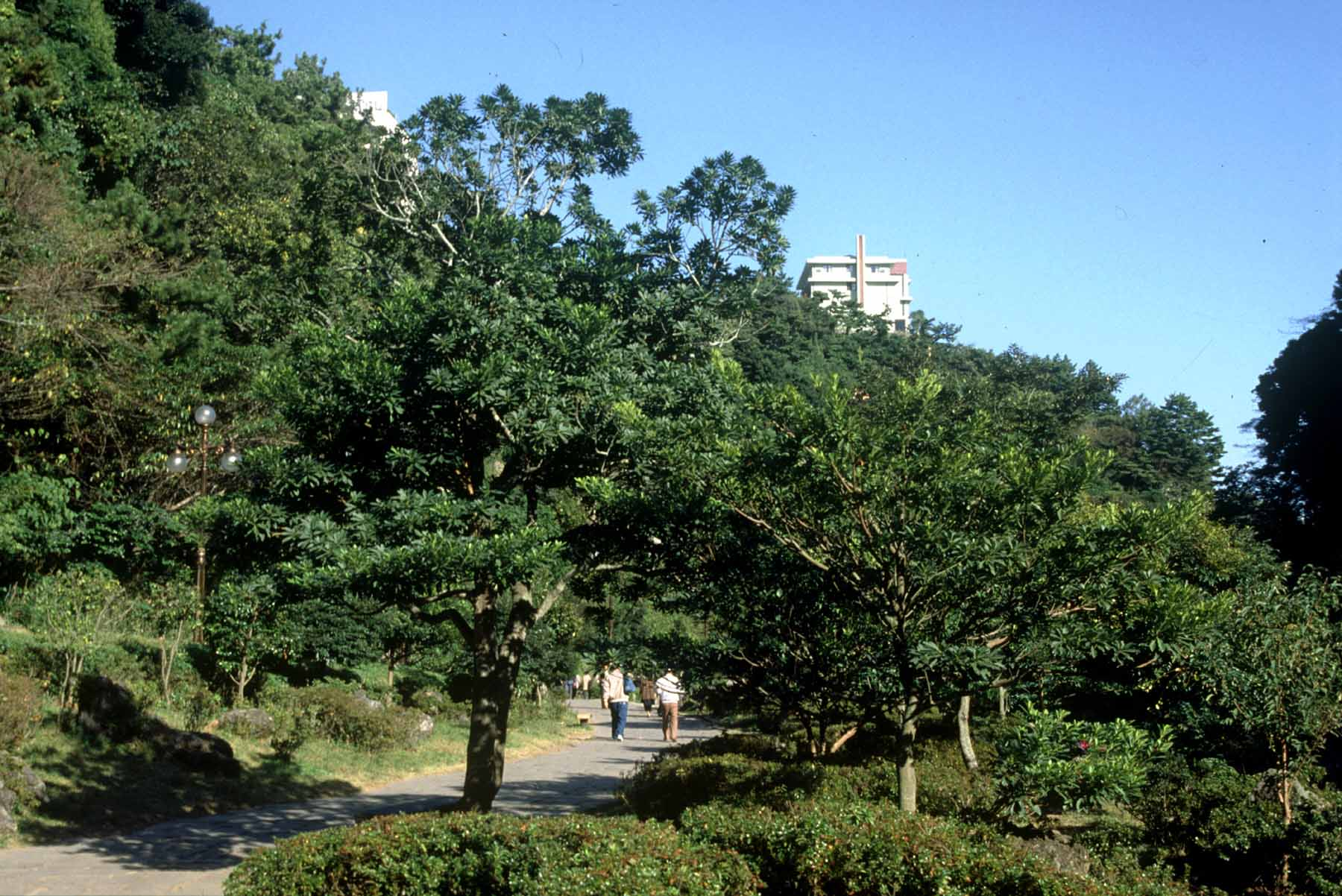
제주 천지연 담팔수 자생지

제주 천지연 담팔수 자생지(濟州 天池淵 담팔수 自生地)는 대한민국 제주특별자치도 서귀포시 일주동로 8738 (서홍동) 일대이며, 1964년 1월 31일에 "서귀포 담팔수나무 자생지(西歸浦 담팔수나무 自生地)"로 천연기념물  제163호로 지정되었다가  2008년 4월 15일에 현재 명칭으로 변경되었다.
서귀포 담팔수나무 자생지는 천지연 물가 일대를 가리키며, 담팔수나무는 자생지인 천지연 서쪽 언덕에 5그루가 자라고 있다. 높이가 약 9m 정도이며, 뒤쪽이 급한 경사지여서 가지가 물가를 향해 퍼져 있다.
서귀포 담팔수나무 자생지는 담팔수나무가 자랄 수 있는 북쪽 한계지역이므로 식물분포학상 연구가치가 높아 문화재청에서 천연기념물로 지정·보호하고 있다.

## 같이 보기
- 담팔수